# Dwars door België 1977
La Dwars door België 1977, trentaduesima edizione della corsa, si svolse il 27 marzo su un percorso di 205 km, con partenza ed arrivo a Waregem. Fu vinta dal belga Walter Planckaert della squadra Maes Pils-Mini-Flat davanti ai connazionali Luc Leman e Marc Demeyer.

## Ordine d'arrivo (Top 10)
| Pos. | Corridore              | Squadra                         | Tempo    |
| ---- | ---------------------- | ------------------------------- | -------- |
| 1    | Walter Planckaert      | Maes Pils-Mini-Flat             | 5h03'00" |
| 2    | Luc Leman              | Ijsboerke-Colnago               | s.t.     |
| 3    | Marc Demeyer           | Flandria-Velda-Latina           | a 1'35"  |
| 4    | Jean-Luc Vandenbroucke | Peugeot-Esso-Michelin           | a 2'15"  |
| 5    | Gustaaf Van Roosbroeck | Ijsboerke-Colnago               | a 2'25"  |
| 6    | Patrick Sercu          | Fiat France                     | a 2'30"  |
| 7    | Rudy Pevenage          | Ijsboerke-Colnago               | a 2'45"  |
| 8    | Frans Verhaegen        | Carpenter-Zeepcentrale-Splendor | s.t.     |
| 9    | Daniel Verplancke      | Flandria-Velda-Latina           | s.t.     |
| 10   | Patrick Lefevere       | Ebo- Superia                    | s.t.     |